# Final de la Copa d'Europa de futbol de 1958
La final de la Copa d'Europa de 1958 va ser un partit de futbol jugat a l'estadi Heysel de Brussel·les, Bèlgica, el 28 de maig de 1958 com a cloenda de la Copa d'Europa de 1957-58.
El partit el van disputar el bicampió, el Reial Madrid d'Espanya, l'únic equip que havia guanyat la competició anteriorment, i l'AC Milan d'Itàlia.
Tot i anar perdent dues vegades durant el partit, el Reial Madrid va remuntar per guanyar per 3-2 després de la pròrroga i va defensar amb èxit el seu títol per aixecar el trofeu per tercer any consecutiu.
Després del partit, el rei Albert II de Bèlgica va lliurar als jugadors del Reial Madrid les medalles de guanyador.

## Rerefons
El Reial Madrid havia guanyat les dues primeres edicions de la Copa d'Europa, derrotant l'Stade de Reims per 4-3 a la temporada inaugural de 1956 i la Fiorentina per 2-0 el 1957.
L'AC Milan només havia jugat a la Copa d'Europa una vegada anteriorment, arribant a les semifinals en la temporada inaugural, on va ser derrotat per 5-4 en el global contra el Reial Madrid.

## Ruta cap a la final
| Reial Madrid | Reial Madrid | Reial Madrid | Reial Madrid | Ronda            | AC Milan             | AC Milan             | AC Milan | AC Milan |
| ------------ | ------------ | ------------ | ------------ | ---------------- | -------------------- | -------------------- | -------- | -------- |
| Oponent      | Agr.         | Anada        | Tornada      |                  | Oponent              | Agr.                 | Anada    | Tornada  |
| Bye          | Bye          | Bye          | Bye          | Ronda preliminar | Rapid Viena          | 6–6 (Repetició: 4–2) | 4–1 (H)  | 2–5 (A)  |
| Antwerp      | 8–1          | 2–1 (A)      | 6–0 (H)      | Primera ronda    | Rangers              | 6–1                  | 4–1 (A)  | 2–0 (H)  |
| Sevilla      | 10–2         | 8–0 (H)      | 2–2 (A)      | Quarts de final  | Borussia Dortmund    | 5–2                  | 1–1 (A)  | 4–1 (H)  |
| Vasas SC     | 4–2          | 4–0 (H)      | 0–2 (A)      | Semifinals       | Manchester United FC | 5–2                  | 1–2 (A)  | 4–0 (H)  |

### Reial Madrid
El Reial Madrid es va classificar per a la competició com a defensor del títol i se'ls va concedir una exempció a la ronda preliminar.
A la primera ronda, el Reial Madrid va derrotar el Royal Antwerp de Bèlgica per 2-1 fora de casa a l'anada i per 6-0 a casa a la tornada, per avançar amb un global de 8-1.
El Reial Madrid es va enfrontar al Sevilla d'Espanya als quarts de final. El Reial Madrid va guanyar el partit d'anada a casa per 8-0 abans d'empat a 2 al partit de tornada a Sevilla, per un 10-2 en el global.
A les semifinals, el Reial Madrid es va enfrontar al Vasas SC d'Hongria. Després de guanyar el partit d'anada per 4-0 a casa, el Reial Madrid va perdre el partit de tornada per 2-0 fora de casa, però va classificar-se per la final amb un global de 4-2.

### Milà
El Milan es va classificar per a la competició com a guanyador de la Sèrie A de 1956–57.
A la ronda preliminar, el Milan es va enfrontar al Rapid Viena d'Àustria. Després de guanyar el partit d'anada per 4-1 a casa, el Milan va perdre el partit de tornada per 5-2 a Viena, cosa que va acabar en un empat a 6 en el global. Com a resultat, es va celebrar una repetició en un estadi neutral a Zúric, Suïssa, que el Milan va guanyar per 4-2 per avançar.
El Milan va jugar contra el Rangers d'Escòcia a la primera ronda. El Milan va guanyar el partit d'anada per 4-1 fora de casa i el partit de tornada per 2-0 a casa, per avançar amb un global de 6-1.
El Borussia Dortmund d'Alemanya va ser el rival del Milan als quarts de final. Després d'empatar 1-1 a l'anada fora de casa, el Milan va guanyar el partit de tornada per 4-1 a casa i va avançar amb un global de 5-2.
A les semifinals, el Milan va jugar contra el Manchester United FC d'Anglaterra. Després de perdre el partit d'anada per 2-1 fora de casa, el Milan va guanyar el partit de tornada per 4-0 a casa per avançar a la final amb un global de 5-2.

## Partit

### Detalls
| Reial Madrid                           | 3–2 (pr.) | AC Milan                    |
| -------------------------------------- | --------- | --------------------------- |
| Di Stéfano 74' · Rial 79' · Gento 107' | Informe   | Schiaffino 59' · Grillo 77' |

| Reial Madrid | Milan |

| GK             | 1  | Juan Alonso (c)    |
| RB             | 2  | Ángel Atienza      |
| LB             | 3  | Rafael Lesmes      |
| RH             | 4  | Juan Santisteban   |
| CB             | 5  | José Santamaría    |
| LH             | 6  | José María Zárraga |
| IR             | 7  | Joseíto            |
| OR             | 8  | Raymond Kopa       |
| CF             | 9  | Alfredo Di Stéfano |
| IL             | 10 | Héctor Rial        |
| OL             | 11 | Paco Gento         |
| Entrenador:    |    |                    |
| Luis Carniglia |    |                    |

| GK             | 1  | Narciso Soldan          |
| RB             | 2  | Alfio Fontana           |
| LB             | 3  | Eros Beraldo            |
| RH             | 4  | Mario Bergamaschi       |
| CB             | 5  | Cesare Maldini          |
| LH             | 6  | Luigi Radice            |
| OR             | 7  | Giancarlo Danova        |
| IR             | 8  | Nils Liedholm (c)       |
| IL             | 9  | Juan Alberto Schiaffino |
| CF             | 10 | Ernesto Grillo          |
| OL             | 11 | Ernesto Cucchiaroni     |
| Entrenador:    |    |                         |
| Giuseppe Viani |    |                         |

## Post partit
El rei Albert II va lliurar les medalles a l'equip guanyador.